# Caddyshack
Caddyshack (bra: Clube dos Pilantras; prt: O Clube dos Malandrecos) é uma comédia cinematográfica estadunidense de 1980, dirigida por Harold Ramis, com roteiro dele, Brian Doyle-Murray e Douglas Kenney.
Arrecadando cerca de US$40 milhões em bilheteria doméstica (17º mais alto do ano),, foi a primeira de uma série de comédias semelhantes. A sequência, Caddyshack II (1988), não foi tão bem-sucedida.

## Sinopse
Em um clube de golfe de elite, Danny Noonan trabalha como carregador. No lugar, frequentadores e funcionários se envolvem em situações cômicas e completamente sem sentido.

## Elenco
Chevy Chase como Ty Webb
- Rodney Dangerfield como Al Czervik
- Ted Knight como juiz Elihu Smails
- Michael O'Keefe como Danny Noonan
- Bill Murray como Carl Spackler
- Sarah Holcomb como Maggie O'Hooligan
- Scott Colomby como Tony D'Annunzio
- Cindy Morgan como Lacey Underall
- Dan Resin como Dr. Beeper
- Henry Wilcoxon como bispo Fred Pickering
- Albert Salmi como Sr. Noonan
- Elaine Aiken como Sra. Noonan
- John F. Barmon, Jr. como Spaulding Smails
- Lois Kibbee como Sra. Smails
- Brian Doyle-Murray como Lou Loomis
- Jackie Davis como Smoke Porterhouse
- Hamilton Mitchell como Motormouth
- Chuck Rodent como Sr. Gopher